# Széchenyi Lajos (diplomata)
gróf Széchenyi Lajos (Gyönk, 1868. március 28. – Kaltenleutgeben, 1919. április 14.) magyar diplomata, főrend, sportlovas.

## Életpályája
Jogi tanulmányokat folytatott. 1892-ben külügyi szolgálatba lépett; Brüsszelben, Washingtonban, Rómában, Szentpéterváron és Londonban teljesített szolgálatot. 1906-ban I. osztályú követségi tanácsossá nevezték ki. 1909-ben követi rangban a kairói diplomáciai ügynökség és főkonzulátus vezetését vette át. Az első világháború alatt (1914–1918) katonai szolgálatra vonult be. Ezután a külügyminisztérium képviselője volt a belgrádi főkormányzóságnál. 1916-ban Szófiában, 1917-ben Hágában és Luxemburgban volt rendkívüli követ.

## Családja
Szülei Széchényi Sándor (1837–1913) és Dőry Natália (1846–1928) voltak. Három testvére volt: Bertalan Mária (1866–1943), Domonkos (1871–1950) és Alice (1873–1930).

## Díjai
- Lipót-rend (1903)[2]